# Cabera ochropurpuraria
Cabera ochropurpuraria är en fjärilsart som beskrevs av Herrich-Schäffer 1858. Cabera ochropurpuraria ingår i släktet Cabera och familjen mätare. Inga underarter finns listade i Catalogue of Life.